# Форсайт, Джордж (футболист)
Джордж Патрик Форсайт Соммер (исп. George Patrick Forsyth Sommer; родился 20 июня 1982 года в городе Каракас, Венесуэла) — перуанский футболист, игравший на позиции вратаря. По завершении карьеры начал политическую карьеру, в 2018 году был избран мэром округа Ла-Виктория от партии «Мы — Перу».
Форсайт родился в семье чилийской модели Мисс Вселенная 1976 года Вероники Соммер Майер и перуанского посла в США Гарольда Форсайта. Он принял решение выступать за родину отца, так как почти всю жизнь провёл в Перу.

## Клубная карьера
Форсайт — воспитанник клуба «Альянса Лима». В 2001 году он был заявлен на участие в чемпионате Перу, но своего шанса так и не получил, выступая в основном за молодёжную команду. Несмотря на это он получил золотую медаль первенства. В 2002 году он был приглашен в дортмундскую «Боруссию», но и там выступал только за резервистов. По окончании сезона Джордж вернулся на родину и остаток года провёл в «Атлетико Универсидад».
В 2004 году Форсайт вернулся в родной «Альянса Лима». Он ещё дважды стал чемпионом страны, но всё равно не всегда был основным вратарём команды. В 2005 году Джордж на правах аренды выступал за «Спорт Бойз». В 2007 году он перешёл в итальянскую «Аталанту». 29 августа в матче Кубка Италии против «Асколи» Форсайт дебютировал за новый клуб. Джордж был дублёром Фердинандо Копполы и на поле в Серии А не вышел ни разу. В 2008 году он во очередной раз вернулся в «Альянса Лима».

## Международная карьера
24 марта 2007 года в товарищеском матче против сборной Японии Форсит дебютировал за сборную Перу. В том же году Хорхе попал в заявку национальной команды на участии в Кубке Америки в Венесуэле. На турнире он был запасным вратарём и не сыграл ни минуты.

## Достижения
Командные
 «Альянса Лима»
- Чемпионат Перу по футболу — 2001
- Чемпионат Перу по футболу — 2004
- Чемпионат Перу по футболу — 2006

## Политическая карьера
В 2010 году стал советником столичного района Ла-Виктория в рамках списка правоцентристского блока Национальное единство, получив 34 % голосов. С 2011 по 2014 год был членом Народно-христианской партии. В 2014 году, находясь на должности первого советника округа Ла-Виктория, он стал временным мэром округа, став первым активным футболистом, занявшим высокий муниципальный пост в Перу.
На муниципальных выборах 2018 года был избран мэром округа Ла-Виктория от партии «Мы — Перу» (Somos Perú), набрав 30,32 % голосов. На этом посту проявил себя как жёсткий борец с преступностью, неофициальной и незаконной торговлей.
Ушёл с поста мэра округа в октябре 2020 года ради участия в президентских выборах от правоцентристской партии «Национальная победа» (Victoria Nacional). Во время массовых волнений, последовавших за отставкой президента Мартина Вискарры выразил немогласие с демонстрациями, заявив, что «сейчас не время выходить на улицы, мы собираемся отомстить [за эту отставку] в следующий раз, на выборах».
Была выпущена видеозапись от имени известной группы хакерских активистов Anonymous, осуждающая коррупцию в Перу и описывающая Форсайта как единственного «чистого» кандидата в президенты. Позже перуанские СМИ и официальные аккаунты Anonymous сообщили что Форсайт сам создал фальшивое видео в качестве рекламы своей президентской кампании.
10 февраля 2021 года Специальное избирательное жюри (JEE) исключило его кандидатуру в президенты за пропуск кандидатских отчётов. Однако 22 февраля Национальное избирательное жюри (JNE) отменило данное исключение.
В декабре 2020 года опубликовал свою автобиографию «Camino a la Victoria» (Путь к победе).